# Eleron
Eleron – rosyjski bezzałogowy statek powietrzny (UAV – ang. unmanned aerial vehicle) przeznaczony do prowadzenia bliskiego rozpoznania.

## Opis
Dron został opracowany i skonstruowany przez firmę Eniks SA (ros. ЗАО «ЭНИКС») z Kazania. Jego głównym przeznaczeniem jest prowadzenie rozpoznania obiektów naziemnych tj. drogi, mosty, rurociągi, linie energetyczne oraz osoby. Prace konstrukcyjne zostały zakończone w 2003 r. W 2007 roku został przyjęty na wyposażenie jednostek rosyjskiego Ministerstwa ds. Sytuacji Nadzwyczajnych, gdzie jest wykorzystywany do wykrywania pożarów lasów, usuwania skutków sytuacji kryzysowych (powodzie, pożary, trzęsienia ziemi i in.) oraz do poszukiwania zaginionych osób. 
Dron stanowi element zestawu, w skład którego wchodzi:
- urządzenie startowe T23P (ros. Т23П),
- bezzałogowy statek powietrzny T23E (ros. Т23Э),
- mobilne stanowisko kontroli T23U wyposażone w dwa monitory kontrolne (ros. Т23У).

Całość zestawu jest przechowywana w kontenerze transportowym o wymiarach 0,9 × 0,5 × 0,12 metra. Obsługą zajmują się dwie osoby, które potrzebują 5 min do przygotowania drona do startu. 
Dron jest zbudowany w układzie latającego skrzydła z elektrycznym silnikiem napędzającym śmigło pchające. Kadłub jest zakończony statecznikiem pionowym. Na jego pokładzie jest zainstalowana kamera pracująca w paśmie widzialnym, cyfrowy aparat fotograficzny oraz system łączności. Dron jest przewidziany do użytku w warunkach dziennych przy prędkości wiatru dochodzącej do 15 m/s, temperaturach w zakresie od -30 °C do +45 °C oraz wilgotności powietrza wynoszącej do 98%. Start następuje w wykorzystaniem katapulty o naciągu gumowym, lądowanie z użyciem spadochronu. Lot odbywa się w trybie autonomicznym po wcześniej zaprogramowanej trasie, dron automatycznie powraca w miejsce startu. Dron przekazuje do stanowiska kontroli obraz telewizyjny w czasie rzeczywistym oraz dane o aktualnym położeniu, wysokości, prędkości i kursie lotu oraz stopniu naładowania akumulatora pokładowego. Operator ma możliwość przeglądania przesyłanego obrazu wideo oraz modyfikacji trasy lotu drona. 